# Vara
La vara es una unidad de longitud.  Es utilizada en un número de países de América.  Antiguamente se usó también en la península ibérica, principalmente en España y Portugal y por consiguiente en las zonas de influencia hispano lusitana.
La vara, medida española, al haber tenido tres pies de longitud, es nocionalmente equivalente a la yarda anglosajona, pero con una longitud distinta.

## Varas vigentes

### El Salvador
La vara tiene una longitud de 0.835464 metros.

### México
En México, se utiliza para las distancias de las carreras parejeras de caballos, y la distancia más común es de 200 varas. A la pista de carreras le llaman taste.

### Honduras y Nicaragua
En Honduras y Nicaragua, no solamente en cuanto a las extensiones territoriales se utiliza vara cuadrada y manzana como medida, sino además en las direcciones es común el uso de varas, por ejemplo desde algún punto conocido "una cuadra al sur y 25 varas arriba" (donde "arriba", más utilizado por los capitalinos (Managua), quiere decir al este y "abajo" quiere decir al oeste, así mismo cuando se refieren al norte se expresan "al lago" ).

### Costa Rica
En Costa Rica semejante valor se utiliza aún en Costa Rica, no legalmente, para dar medidas de longitud, la medida de una vara equivalía a vara"castellana", es decir 0,845 m. Un lado de una "cuadra" mide 100 varas;  una manzana  eran 100 X 100 varas cuadradas, una vara cuadrada es 0,845m X 0,845m = 0,714025 metros cuadrados.

## Medida de área
En este caso se estipula la  "vara cuadrada", que es la verdadera medida de área.
- En Guatemala, aún sobrevive dicho sistema de medición, principalmente en las transacciones de compra-venta de bienes raíces, se usa una medida de 1,43115 v²/m²,[2] junto con el sistema métrico decimal y el sistema anglosajón.
- En El Salvador, es una medida de uso común que se continúa utilizando para la medición de terrenos y en la venta de bienes raíces. Una vara cuadrada = 0.698896 m².  10,0000v² suman una manzana.[1]
- En Honduras, la compra-venta de terrenos se realizan en varas cuadradas, se usa una medida de 1,43426 v²/m² originada de la medida vara = 0,835 m, solamente con tres dígitos decimales ya que esta unidad de medida se encuentra en muchos documentos antiguos y actuales.

## Medida de capacidad (volumen)
- En el sur de Chile, y en Colombia, se utiliza como medida de volumen, para la compra y venta de leña.

- En Costa Rica y Nicaragua se utiliza para la compra y venta de madera para construcción.

- En  Costa Rica la venta de madera hasta los años 80 era por "pulgadas cuadradas", y aún muchos la utilizan en construcción,  donde se mezclaba el sistema de pulgadas con varas,  por ejemplo  una "regla" podía ser de varias medidas; ejemplo  1" x 4", significa que la venta se hacía por cuatro pulgadas, donde la longitud siempre era de cuatro varas; un "horcón" de 4" x 4", significa que son 16" en una medida de 4 varas. La madera por lo general siempre tenía el largo de 4 varas pero se podía conseguir en 5 varas y hasta 6 varas.

## Varas abandonadas

### España
Equivalía a 3 pies. Cada región de acuerdo a sus necesidades o simple aislamiento tenía distintos valores para la vara: su longitud oscilaba entre 0,912 m de la vara de Alicante y los 0,768 m la de Teruel. En Navarra como se refleja en la tabla de Pamplona, la vara equivalía a 78,5 cm. No obstante, la más empleada era la vara castellana o vara de Burgos, de 0,835905 m, tres veces el pie castellano de 0,278635 m.

### Paraguay
En Paraguay, la "vara", equivalía a 0,8686 metros, muy similar a la utilizada en Buenos Aires.

### Uruguay
En Montevideo, la vara equivalía a 0,859 m.: las medidas de longitud, variaban entre las distintas regiones del imperio español.

### Portugal
En Portugal, la "vara", equivalía a 1,1 m.

### La vara belga
La vara belga o verge era, en cambio, una unidad de superficie (y no de longitud). En la región francófona del país, correspondía a 436 m² (aproximadamente 23 varas por hectárea) cuando medía exactamente a 500 m² (20 varas por hectárea) en la región neerlandófona.

### Argentina
En Argentina se usaron la “vara castellana de la Provincia de Buenos Aires” de 0,866 m, la “castellana rosarina” de 0,862 m, la “castellana” de 0,848 m y la “de Santa Fe” de 0,836 m. En la Ciudad de Buenos Aires muchos de los solares urbanos fueron fraccionados en lotes con 10 varas de frente y por lo tanto el frente del lote tiene 8,66 m. Esto no ocurre en otras ciudades más modernas o de traza más reciente donde la mayoría de los lotes tienen típicamente 10 metros de frente.